# Focke-Wulf Fw 58
Focke-Wulf Fw 58 Weihe ("luňák") byl německý dvoumotorový víceúčelový dolnoplošník z poloviny 30. let 20. století.

## Vývoj
První prototyp civilního dopravního letounu pro šest osob a dvoučlennou posádku Fw 58 V1 vzlétl 18. ledna 1935. Pohon zajišťovaly dva vzduchem chlazené invertní osmiválce Argus As 10c o výkonu po 176 kW.
Druhý prototyp Fw 58 V2 představoval vzor pro sériovou vojenskou verzi Fw 58 A, které však bylo vyrobeno jen několik kusů. Výzbroj byla složena ze dvou pohyblivých kulometů MG 15 ráže 7,9 mm.
Brzy ji nahradila varianta Fw 58 B, jejímž prototypem byl Fw 58 V4. „Béčka“ měla prosklenou příď s pohyblivým kulometem MG 15 a stejná zbraň byla umístěna v otevřeném střelišti pod trupem. Stroj mohl nést také malý náklad pum. Několik strojů Fw 58 B bylo vybaveno plováky, jejichž označení bylo změněno na Fw 58 BW.
Nejpočetnější vyráběnou verzí byly stroje Fw 58 C, jejichž prototypem se stal Fw 58 V11. V trupu varianty C se nacházely sedačky pro šest cestujících, příď byla zakrytovaná. Jeden z prvních vyrobených letounů s imatrikulací D-ALEX se stal osobním strojem Kurta Tanka. Osm Fw 58 C obdržela Lufthansa. Jednalo se o exempláře D-ONBR (Werk-Nr.2697), D-OAFD (Werk-Nr.2698), D-OORK (Werk-Nr.2699), D-OBJH (Werk-Nr.2700), D-OKDN (Werk-Nr.3103), D-OTRE (ex Fw 58 V13, Werk-Nr.3100), D-OHLM (ex Fw 58 V14, Werk-Nr. 3101) a D-OVXF (Werk-Nr.3104). Poslední tři letouny byly poháněny motory Hirth HM 508 D o výkonu 191 kW.
Jeden Fw 58 (D-OXLR) byl vybaven příďovým podvozkem a sloužil ke zkouškám tankování paliva za letu prováděným společně s letounem Junkers Ju 90.

## Zahraniční uživatelé

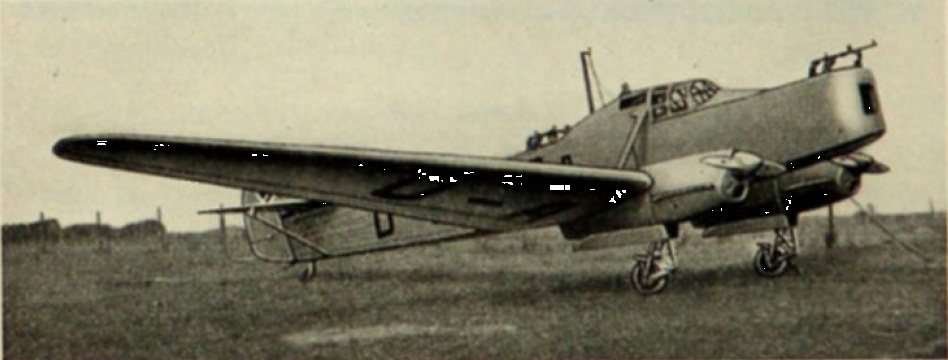
Fw 58A Weihe

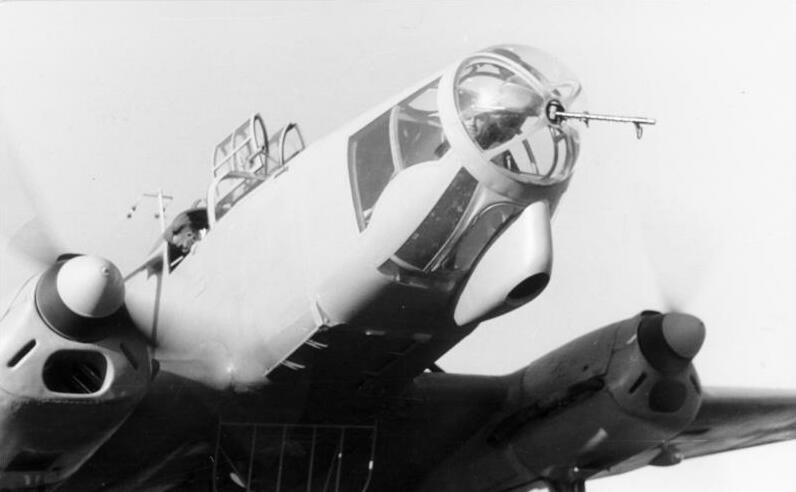
Fw 58B Weihe na východní frontě, 1942

Letouny byly prodávány i do zahraničí. Argentině byly dodány tři letouny Fw 58 B-2 se sériovými čísly 2694 až 2696 a 38 strojů zde bylo vyrobeno v licenci.
Devět Fw 58 KE bylo v roce 1937 dodáno Rakousku, šest Fw 58 K-2 zde bylo smontováno z dodaných součástí a dalších 25 Fw 58 B vyrobeno v licenci.
Bulharsku bylo v letech 1937 až 1944 dodáno celkem 10 Fw 58, stejný počet německá vláda v roce 1938 odeslala do Číny.
Dánsko zakoupilo jeden kus Fw 58 KL-2 (Werk-Nr.3015) létající u přepravce DDL, Finsko získalo jeden stroj v roce 1943.
V Brazílii postavili v letech 1939 až 1943 celkem 25 letounů v námořních dílnách Oficinas do Galeo, Nizozemsko obdrželo pět Fw 58 v roce 1939.
V létech 1937 až 1942 bylo do Maďarska exportováno 43 strojů Fw 58, především verze řady K, část z nich byla v dopravní šestimístné podobě. Maďarská výroba u firmy MWG dala do dubna 1944, kdy byla továrna zničena spojeneckým náletem, sérii 72 kusů. Nešlo přitom o kompletní výrobu, ale pouze o montáž z dílů dodávaných z Německa. Maďarské Fw 58 létaly jak u dopravní společnosti Malert (např. HA-FOA, -FOB, -FOD), tak u královského maďarského letectva. Zatímco vojenské stroje byly poháněny Argusy, měly civilní letouny u Malertu motory HM 508. Vojenské cvičné stroje z produkce MWG se od německých originálů lišily jinak uspořádanou přídí se střelištěm. Maďarské letectvo používalo také štábní Fw 58 s potaženými příděmi, které létaly i s civilními poznávacími značkami, např. HA-XBC, -XBG (osobní letoun velitele letectva) a -XBJ.
Portugalsku bylo v roce 1940 prodáno 5 Fw 58, Rumunsku v období 1937 až 1943 27.
Do Sovětského svazu byl v květnu 1940 dodaný jeden exemplář Fw 58 B-2 (Werk-Nr.2754), Španělsko převzalo v roce 1943 10 letounů.
Švédsko zakoupilo v rozmezí let 1938 až 1940 čtyři stroje Fw 58 C pro letecké mapování. U Flygvapnet nesly označení P.6. Poslední ze čtveřice (SE•KAD) byl vyřazen a sešrotován v roce 1959. 28. srpna 1937 převzalo šest strojů Turecko a 12 strojů bylo prodáno za války i samostatnému Slovenskému státu. Po jejím ukončení byly letouny přeznačeny v obnovené ČSR jako D-58. Po druhém světovém válečném konfliktu byl v Polsku po Luftwaffe nalezen a zrenovován jeden Fw 58 (Werk-Nr.2222) v podniku PZL Mielec a zařazen u jednotky 9 Samodzielna Eskadra Lacznikova.

## Specifikace

### Technické údaje
- Osádka: 2
- Počet cestujících: 4
- Rozpětí: 21,00 m
- Délka: 14,10 m
- Výška: 4,20 m
- Hmotnost prázdného letounu: 2400 kg
- Vzletová hmotnost: 3600 kg
- Pohonné jednotky: 2× zážehový čtyřdobý vzduchem chlazený invertní vidlicový osmiválec Argus As 10C
- Výkon pohonné jednotky: 240 k (176 kW)

### Výkony
- Maximální rychlost: 254 km/h
- Cestovní rychlost: 238 km/h
- Dostup: 5400 m
- Dolet: 690 km

### Výzbroj
- 2× kulomet MG 15 ráže 7,92 mm